# Руські Атаї
Ру́ські Ата́ї (рос. Русские Атаи, чув. Вырăсушкăнь) — присілок у Чувашії Російської Федерації, у складі Староатайського сільського поселення Красночетайського району.
Населення — 184 особи (2010; 197 в 2002, 358 в 1979, 549 в 1939, 508 в 1926, 391 в 1897, 169 в 1869, 143 в 1795). Національний склад — чуваші, росіяни, татари.
Національний склад (2002):
- чуваші — 74 %
- росіяни - 26%

## Історія
Історична назва — Івашкаси, Івашкоси. Засновано 19 століття як околоток Руський присілку Атаї (Нині у складі присілку Старі Атаї). До 1835 року селяни мали статус державних, до 1863 року — статус удільних, займались землеробством, тваринництвом, бджільництвом, гончарством. На початку 20 століття діяло 3 вітряки, цегляний завод. 1933 року створено колгосп «Марксист». До 1920 року присілок входив до складу Атаєвської волості Курмиського (у період 1835–1863 років — у складі Атаєвського удільного приказу), до 1927 року — до складу Ядринського повіту. З переходом на райони 1927 року — спочатку у складі Красночетайського, у період 1962–1965 років — у складі Шумерлинського, після чого знову переданийдо складу Красночетайського району.

## Господарство
У присілку діють фельдшерсько-акушерський пункт, клуб та магазин.